# Попадайло, Василий Васильевич
Василий Васильевич Попадайло (род. 6 июля 1963, Климово, Брянская область) — российский государственный деятель. Сенатор Российской Федерации — представитель от законодательной власти Брянской области с 24 сентября 2024 года. Вошёл в состав Комитета Совета Федерации по конституционному законодательству и государственному строительству.

## Биография
Родился в 1963 году в р.п. Климово Брянской области.
В 1981—1983 годах служил в рядах Советской Армии, выполнял интернациональный долг в республике Афганистан. Образование высшее, в 1984—1986 годах очно обучался в специальной Калининградской школе милиции.
С 1983 по 1998 год проходил службу в органах Внутренних дел. С 1986 по 1991 год являлся начальником службы отдела борьбы с хищениями социалистической собственности Климовского РОВД. В 1991—1992 годы — начальник отделения по борьбе с организованной преступностью Клинцовского РОВД. В 1992—1994 годах окончил Академию МВД России. С 1994 по 1998 годы являлся начальником криминальной милиции Стародубского района. В 1996 году участвовал в боевых действиях в Чеченской республике, за что был представлен к досрочному присвоению званию подполковника милиции.
В 1998 году ушел на пенсию по выслуге лет. С 1999 года по сентябрь 2024 работал в органах юстиции в должности нотариуса Стародубского нотариального округа.

### В Совете Федерации
24 сентября 2024 года наделён полномочиями Сенатора Российской Федерации от Брянской областной думы. 9 октября 2024 вошёл в члены Комитета Совета Федерации по конституционному законодательству и государственному строительству.